# Waldemar Gräbsch
Waldemar Gräbsch war ein deutscher Fußballspieler.

## Karriere

### Verein
Gräbsch gehörte dem 1. SV Jena als Stürmer an, für den er in der Gauliga Mitte aktiv gewesen ist. Am Saisonende 1940/41 gewann er mit seiner Mannschaft die Gaumeisterschaft und nahm mit ihr infolgedessen auch an der Endrunde um die Deutsche Meisterschaft teil. In der Untergruppe 2a erzielte er in allen vier Spielen jeweils ein Tor; scheiterte jedoch am Hamburger SV, der als Gruppensieger ins Gruppenfinale einzog. Im Wettbewerb um den Tschammerpokal bestritt er zunächst das Zweitrundenspiel gegen Borussia Fulda. Beim 5:3-Sieg am 3. Mai 1941 auf dem heimischen Ernst-Abbe-Sportfeld erzielte er die Tore zum 3:0 in der 50. Minute per Strafstoß und zum 5:0 in der 70. Minute. Im Achtel- und Viertelfinale kam er ebenfalls zum Einsatz und erzielte am 24. August 1941 beim 3:0-Sieg über den FV Metz alle drei Tore, schied jedoch am 21. September 1941 im Holstein-Stadion ohne Torerfolg mit 1:2 gegen Holstein Kiel aus dem Pokalwettbewerb für Vereinsmannschaften aus. Am Saisonende 1941/42 belegte seine Mannschaft mit fünf Punkten Rückstand auf den Gaumeister SV Dessau 05 den zweiten Platz.

### Auswahlmannschaft
Als Spieler der Gauauswahlmannschaft Mitte nahm er mit ihr auch am Wettbewerb um den Reichsbundpokal teil. Im letztmals ausgetragenen Wettbewerb 1941/42 schied er mit seiner Mannschaft im Viertelfinale aus, da die Begegnung mit der Gauauswahlmannschaft Ostmark am 21. Dezember 1941 mit 2:3 verloren wurde. Mit fünf Toren in drei Spielen gehörte er – gemeinsam mit Kurt Hinsch und Herbert Matschinski – zum drittbesten Torschützen des Wettbewerbs.

## Erfolge
- Gaumeister Mitte 1941